# El portero (pel·lícula de 1950)
El portero, també coneguda com a Puerta, joven, és una pel·lícula mexicana de 1950, dirigida per Miguel M. Delgado. i protagonitzada per Cantinflas, Silvia Pinal i Carlos Martínez Baena. Està doblada al català.

## Argument
Cantinflas treballa com a porter en un edifici i escriu cartes i discursos amb la seva antiga màquina d'escriure per guanyar diners extra. Els problemes sentimentals arriben quan s'enamora de la seva veïna, que està discapacitada i no pot caminar. La cosa no serà fàcil, perquè un jove militar també té sentiments per la noia. Però el porter la vol veure feliç, i es convertirà en una mena de Cyrano De Bergerac, que li escriu cartes d'amor signades pel jove soldat. El seu pla és senzill: guanyar diners a les curses de cavalls per pagar l'operació que la farà tornar a caminar.

## Repartiment
- Cantinflas com Cantinflas
- Silvia Pinal com Rosa María «Rosita»
- Carlos Martínez Baena com Don Sebastián
- Óscar Pulido com Don Elpidio
- Josefina del Mar com veïna ballarina
- Fernando Casanova com Raúl
- José Baviera com Dr. Perfecto Lozano
- Conchita Gentil Arcos com Doña Cuca
- Pepe Martínez com Professor examinador
- Pedro Elviro com Don Fortino